# Тьяллинги, Мартен
Мартен Тьяллинги (нидерл. Maarten Tjallingii, род. 5 ноября 1977 в Леувардене, Нидерланды) — нидерландский профессиональный шоссейный велогонщик.

## Победы
| 2001 - Тур дю Фасо — этап 1 и 3-е место в общем зачёте 2003 - Тур дю Фасо — этап 2 и генеральная классификация 2004 - Чемпионат Нидерландов по маунтинбайку — 2-е место | 2006 - Тур Бельгии — этап 1 и генеральная классификация - Тур озера Цинхай — этап 7 и генеральная классификация 2013 - Ворлд Портс Классик — этап 2 |

## Статистика выступлений наГранд Турах
| Гранд Тур | 2008 | 2009 | 2010 | 2011 | 2012 | 2013 | 2014 |
| --------- | ---- | ---- | ---- | ---- | ---- | ---- | ---- |
| Джиро     | -    | 98   | -    | -    | -    | 131  |      |
| Тур       | -    | -    | 131  | 98   | сход | -    |      |
| Вуэльта   | 58   | -    | -    | -    | -    | -    |      |

## Личная жизнь
Вегетарианец. В детстве лишился одной почки.